# جایزه یک میلیون دلاری
جایزه یک میلیون دلاری (انگلیسی: The $1,000,000 Reward) فیلمی در ژانر درام به کارگردانی جورج لسی است که در سال ۱۹۲۰ منتشر شد. از بازیگران آن می‌توان به کویت البرتسون اشاره کرد.